# Polkowskie
Polkowskie (deutsch Polkowitz, 1937–1945 Ordenstal) ist ein Ort in der Landgemeinde Domaszowice im Powiat Namysłowski der Woiwodschaft Opole in Polen.

## Geographie

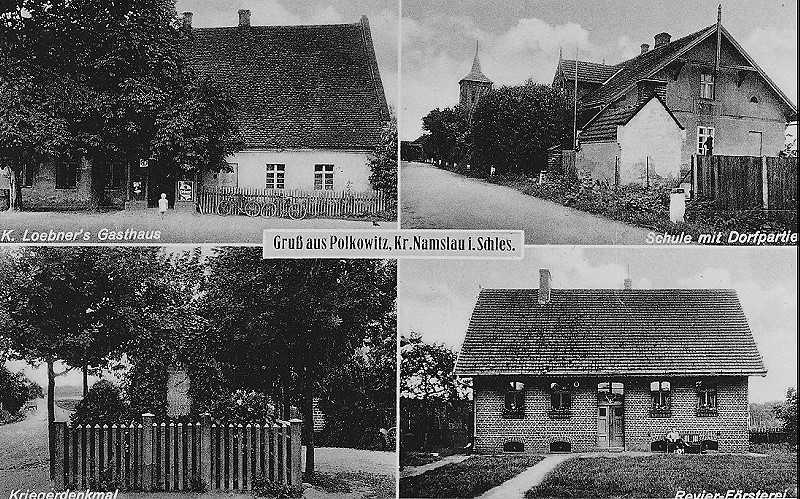
Ansichten von Polkowitz um 1930

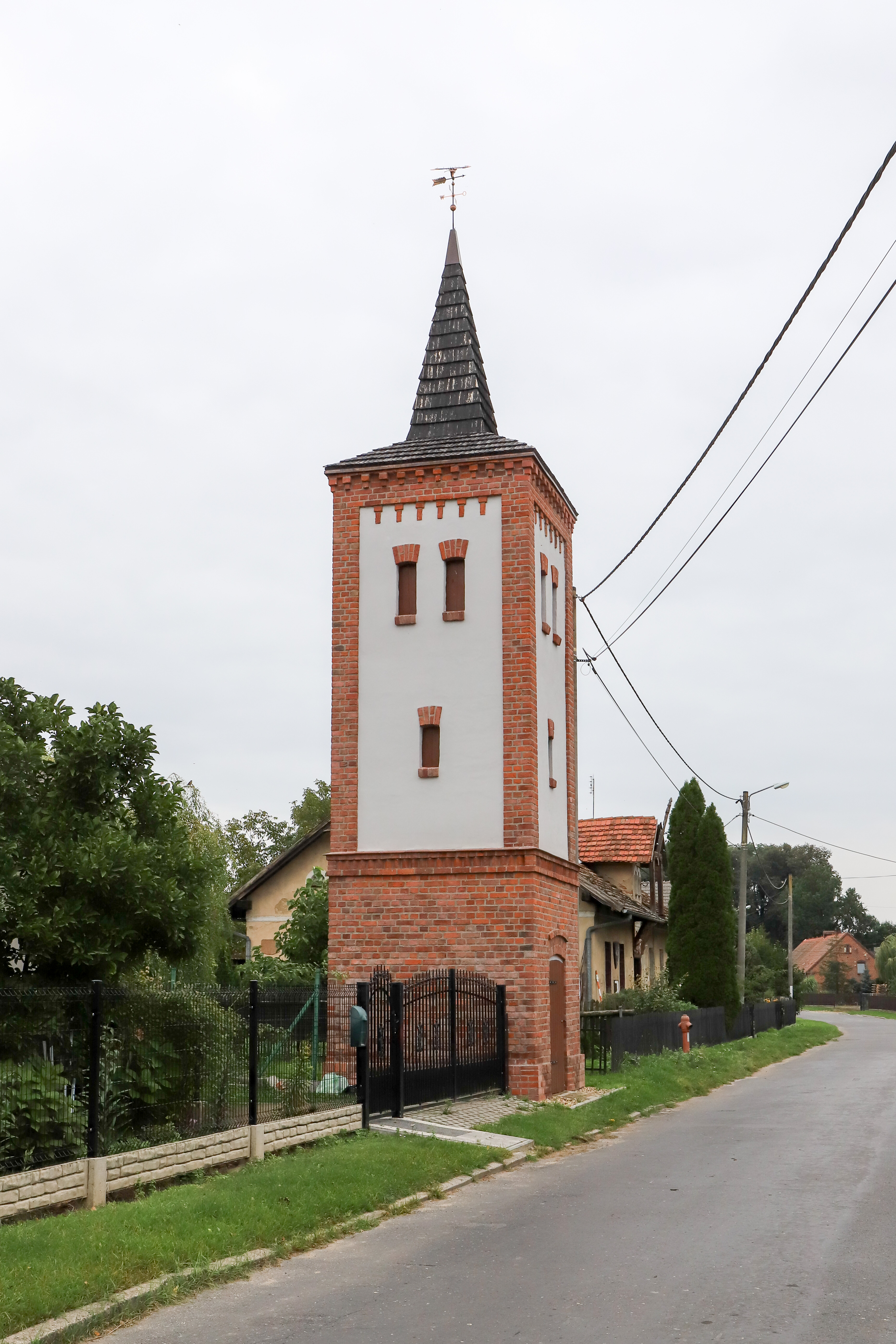
Glockenkapelle

Das Straßendorf Polkowskie liegt sieben Kilometer nordöstlich von Domaszowice (Noldau), 19 Kilometer östlich von Namysłów (Namslau) und 60 Kilometer nördlich von Opole (Oppeln) in der Nizina Śląska (Schlesische Tiefebene).
Nachbarorte von Polkowskie sind im Norden Woskowice Górne (Hennersdorf) und im Süden Włochy (Wallendorf).

## Geschichte
„Pilkewicz“ wurde 1362 erstmals urkundlich erwähnt.
Nach dem Ersten Schlesischen Krieg 1742 fiel Polkowitz mit dem größten Teil Schlesiens an Preußen. 1770 wurde die Kolonie Neu Polkowitz gegründet. 1795 zählte Polkowitz 10 Gärtner, fünf Gehöfte, eine Windmühle, einen Schafstall, eine Ziegelei, 16 Bauernhöfe, sieben Leinenweber, ein Gasthaus und 110 Einwohnern.
Nach der Neuorganisation der Provinz Schlesien gehörte die Landgemeinde Polkowitz ab 1816 zum Landkreis Namslau, mit dem es bis 1945 verbunden blieb. 1845 bestanden im Dorf eine Windmühle und 30 Häuser, und es wurden 143 Einwohner gezählt, davon 52 katholisch. 1874 wurde der Amtsbezirk Hennersdorf gegründet, dem die Landgemeinden Groß Hennersdorf, Herzberg und Klein Hennersdorf sowie die Gutsbezirke Klein Hennersdorf und Polkowitz eingegliedert wurden.
Am 3. Februar 1937 wurde der Ortsname in Ordenstal geändert.
Als Folge des Zweiten Weltkrieges fiel Ordenstal zusammen mit dem größten Teil Schlesiens 1945 an Polen. Nachfolgend wurde es Polkowskie umbenannt und der Woiwodschaft Schlesien angeschlossen. 1950 wurde Polkowskie der Woiwodschaft Opole zugeteilt. Seit 1999 gehört es zum Powiat Namysłowski.

## Sehenswürdigkeiten
- Glockenkapelle aus Backstein
- Hölzernes Wegekreuz